# Volker Kreutzer
Volker Kreutzer är en västtysk kanotist.
Han tog bland annat VM-silver i K-4 500 meter i samband med sprintvärldsmästerskapen i kanotsport 1989 i Plovdiv.